# Вилегжаніна Альона Вікторівна
Вилегжаніна Альона Вікторівна (14 серпня 1987) — російська ватерполістка.
Учасниця Олімпійських Ігор 2008 року.